# Zaberganes
Zaberganes foi um oficial sassânida do século VI, ativo durante o reinado o reinado do xá Cosroes I (r. 531–579) Íntimo associado do xá, foi responsável, no começo do reinado dele, pela queda de Mebodes. Em 540, após a queda de Antioquia, instigou Cosroes a não demonstrar misericórdia para os cidadãos. Em 541, recebeu uma carta da imperatriz Teodora (r. 527–543) para que persuadisse o rei a fazer a paz. Essa carta, por sua vez, foi uma resposta à recém-realizada embaixada de Zaberganes em Constantinopla. Em 544, durante o Cerco de Edessa, encontrou-se com emissários da cidade com ameaças e exigências para uma alta soma em dinheiro para terminar o cerco.